# Maxwell Street
Koordinaten: 41° 51′ 51,6″ N, 87° 38′ 48,9″ W

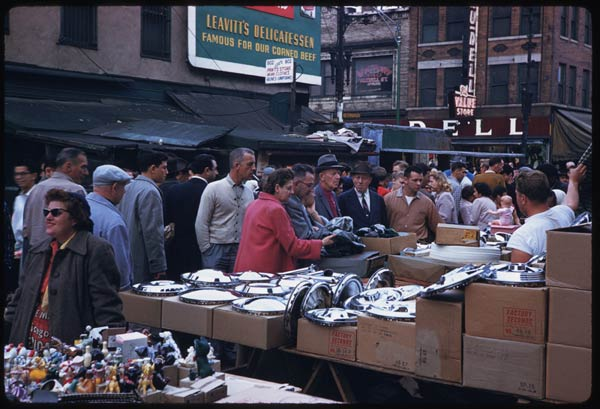
Maxwell Street, etwa 1958

Maxwell Street ist eine kurze Straße in Chicago (USA). Sie verläuft von der Blue Island Avenue östlich bis zur Clinton Street, wobei sie zwischen Union Avenue und Jefferson Street durch den Dan Ryan Expressway und eine Lagerhalle unterbrochen wird. Etwa mittig wird sie von der Halsted Street gekreuzt.
Obwohl dort auch viele Ladengeschäfte ansässig waren, hatte die ganze Gegend doch jahrzehntelang eher den Charakter eines großen Marktes und war auch an vielen Stellen ein ebensolcher, Vorläufer der Chicagoer Flohmarktszene: Man konnte dort fast alles kaufen und verkaufen, ob legal oder illegal.
Die Maxwell Street war später, nachdem in den 1930er und 40er Jahren viele Afroamerikaner wegen der dortigen Rassendiskriminierung aus dem Süden der Vereinigten Staaten nach Chicago kamen, berühmt für ihre Bluesmusik und ihre Straßenmusikanten (z. B. Arvella Gray, Jim Brewer) und war damit ein wichtiger Teil der schwarzen Kultur Chicagos. Der Dokumentarfilmer Michael Shea drehte hier seinen Film And This Is Free (1964; Musik veröffentlicht als And This Is Maxwell Street).
In den späten 1970er Jahren wurde dieser Straßenzug für einige Außenaufnahmen für den Film The Blues Brothers verwendet.
Im Jahr 1994 wurde der Markt auf der Maxwell Street im Zuge einer Erweiterung der benachbarten Universität von Illinois, Campus Chicago zerstört und ein paar Blocks entfernt an der Canal Street neu installiert, nun unter dem Namen New Maxwell Street Market. Im September 2007 zog er wieder um, diesmal in die nahegelegene Desplaines Street, nördlich der Roosevelt Road.